# Wolfgang Schmidt (homme politique)
Pour les articles homonymes, voir Wolfgang Schmidt (homonymie).
Wolfgang Schmidt, né le 23 septembre 1970 à Hambourg, est un haut fonctionnaire et homme politique allemand, membre du Parti social-démocrate (SPD). Il est le plus proche collaborateur d'Olaf Scholz depuis 2002, directeur de la chancellerie fédérale et ministre fédéral avec attributions spéciales de 2021 à 2025.
Alors qu'il est lycéen, Schmidt adhère au SPD en 1989. Après des études de droit à Hambourg et Bilbao, Schmidt travaille trois ans comme assistant de recherche à l'université de Hambourg et suit une formation pratique de deux ans pour devenir juriste. Parallèlement, il s'est engagé en tant que membre du bureau des Jeunes socialistes européens, du secrétariat fédéral des Jusos (Jeunes socialistes allemands) et vice-président de l'International Union of Socialist Youth (organisation de jeunesse de l'Internationale socialiste). 
En 2002, il devient le conseiller personnel, puis chef de cabinet d'Olaf Scholz, alors secrétaire général du Parti social-démocrate d'Allemagne (SPD). Depuis, il suit Scholz comme son plus proche collaborateur dans toutes les étapes de sa carrière. En 2005, il devient chef de cabinet du secrétaire parlementaire du groupe SPD au Bundestag; en 2007 chef de cabinet du ministre fédéral du Travail et des Affaires sociales; en 2010 directeur de la représentation de l'Organisation internationale du travail (OIT) en Allemagne.
Lorsque Scholz est élu Premier bourgmestre (maire et chef du gouvernement) de Hambourg en 2011, Schmidt le suit en tant que secrétaire d'État, plénipotentiaire du Land auprès de l'État fédéral, de l'Union européenne et des Affaires étrangères. Avec le retour d'Olaf Scholz au gouvernement fédéral, Schmidt devient en 2018 secrétaire d'État au ministère fédéral des Finances, où il supervise les départements chargés des questions fondamentales de politique financière et économique, de la politique financière et monétaire internationale ainsi que le département de direction. Comme Scholz est également vice-chancelier sous Angela Merkel, Schmidt est chargé de la coordination des ministères dirigés par les sociaux-démocrates au sein du gouvernement fédéral.
Après la victoire du SPD et de son candidat Olaf Scholz aux élections fédérales de 2021, Schmidt est nommé ministre fédéral avec attributions spéciales et directeur de la chancellerie fédérale dans le cabinet Scholz en décembre 2021.